# 상곡군
상곡군(上谷郡)은 중국의 옛 군이다.

## 전한
유주자사부에 속했다. 원시 2년(2년)의 인구조사에 따르면 36,008호, 117,762명이 있었다. 아래의 속현 목록은 《한서》지리지의 내용이다. 원연·수화 연간(기원전 8년 무렵)의 현황으로 여겨지며, 총 15현이다. 치소는 진나라 시절과 마찬가지로 저양현이다.
| 현명   | 한자   | 대략적 위치                      | 비고                                                             |
| ------ | ------ | -------------------------------- | ---------------------------------------------------------------- |
| 저양현 | 沮陽縣 | 장자커우시 화이라이 현 남동      |                                                                  |
| 천상현 | 泉上縣 | 장자커우시 화이라이 현 북동 일대 |                                                                  |
| 판현   | 潘縣   | 장자커우시 줘루 현 남서          |                                                                  |
| 군도현 | 軍都縣 | 베이징시 창핑구 남               | 온여수(溫餘水)가 동으로 노(路)현에 이르러 고수(沽水)로 들어간다. |
| 거용현 | 居庸縣 | 베이징시 옌칭 구                 | 거용관(居庸關)이 있다.                                           |
| 구무현 | 雊暓縣 | 장자커우시 위 현 북동            |                                                                  |
| 이여현 | 夷輿縣 | 베이징시 옌칭 구 북동            |                                                                  |
| 영현   | 寧縣   | 장자커우시 완취안 구             | 서부도위의 치소가 있다.                                          |
| 창평현 | 昌平縣 | 베이징시 창핑 구 남              |                                                                  |
| 광녕현 | 廣寧縣 | 장자커우시                       |                                                                  |
| 탁록현 | 涿鹿縣 | 장자커우시 줘루 현 남동          | 응소에 따르면 황제와 치우가 싸운 탁록이다.                       |
| 저거현 | 且居縣 | 장자커우시 화이라이 현 서        | 양락수(陽樂水)가 동쪽에서 나와서 남으로 고수로 들어간다.         |
| 여현   | 茹縣   | 장자커우시 줘루 현 북            |                                                                  |
| 여기현 | 女祁縣 | 장자커우시 츠청 현 남            | 동부도위의 치소가 있다.                                          |
| 하락현 | 下落縣 | 장자커우시 줘루 현               | 이수(泥水)가 북만이중에서 나온다. 목사원관(牧師菀官)이 있다.     |

## 신
군의 이름을 삭조(朔調)로 고치고 다음 현의 이름을 고쳤다.
| 전한 | 신             |
| ---- | -------------- |
| 저양 | 저음(沮陰)     |
| 천상 | 색천(塞泉)     |
| 반   | 수무(樹武)     |
| 이여 | 삭조정(朔調亭) |
| 영   | 박강(博康)     |
| 창평 | 장창(長昌)     |
| 광녕 | 광강(廣康)     |
| 탁록 | 포륙(抪陸)     |
| 저거 | 구거(久居)     |
| 여   | 곡무(穀武)     |
| 여기 | 기(祁)         |
| 하락 | 하충(下忠)     |

## 후한~위진
8성 10,352호 51,204명을 거느렸다. 진 혜제시기인 태강연간에 일부지역이 광녕군(廣寗郡)으로 분리되었고 일부 현들이 폐지됨에 따라 서진대에는 저양현, 거용현의 2현과 1,070호만을 거느린 작은 군이 되었다.
| 현명   | 한자   | 대략적 위치                 | 비고 |
| ------ | ------ | --------------------------- | --- |
| 저양현 | 沮陽縣 | 장자커우시 화이라이 현 남동 | |
| 판현   | 潘縣   | 장자커우시 줘루 현 남서     | 99년(화제 영원 11년)에 복구되었다. 서진대에 광녕군으로 분리되었다. |
| 영현   | 寗縣   | 장자커우시 완취안 구        | 오환족, 선비족과 한나라간의 외교를 주관하던 오환교위의 본현에 치소를 두었다.                                                                                                   |
| 광녕현 | 廣寗縣 | 장자커우시                  | 서진대에 폐지된 것으로 보인다. |
| 거용현 | 居庸縣 | 베이징시 옌칭 구            | 193년(초평 4년), 공손찬에게 패한 유주목 유우가 거용현으로 도주해 공손찬에게 저항하려 했으나 실패하여 공손찬에게 사로잡혔다. 후한말 ~ 조위대 상곡군의 치소가 본현으로 옮겨졌다. |
| 구무현 | 雊瞀縣 | 장자커우시 위 현 북동       | 후한말 ~ 위진대에 폐지된 것으로 보인다. |
| 탁록현 | 涿鹿縣 | 장자커우시 줘루 현 남동     | 서진대에 광녕군으로 분리되었다. |
| 하락현 | 下落縣 | 장자커우시 줘루 현          | 서진대에 광녕군으로 분리되었다. |

## 북위
태화연간에 환주 동부지역이 연주(燕州)로 분리됨에 따라 연주에 속하게 되었으나 효창연간에 속현까지 완전히 폐지되었다. 동위가 성립된 이후인 천평연간에 복구되었다.
| 현명   | 한자   | 대략적 위치       | 비고 |
| ------ | ------ | ----------------- | ---- |
| 거용현 | 居庸縣 | 베이징시 옌칭 구  |      |
| 평서현 | 平舒縣 | 다퉁 시 광링현 서 |      |

## 수
581년(수문제 개황 원년) 상곡군 지역에 역주(易州)를 신설했다가 대업초 북제가 폐지했던 탁군의 폐고안현(廢故安縣)이 있던 지금의 바오딩 시 이 현일대로 치소가 옮겨진 상태에서 재설치 되었으며 북제, 북주가 폐지했던 현과 수문제가 요서에서 이치한 현들을 속현으로 두게 되었다. 6현 38,700호를 거느렸다.
| 현명   | 한자   | 대략적 위치                        | 비고 |
| ------ | ------ | ---------------------------------- | --- |
| 역현   | 易縣   | 바오딩 시 이 현                    | 대업초 폐지된 고안현자리에서 신설된 현이자 군의 치소소재지였다. 현내에 박우산(駁牛山), 오회령(五回嶺), 역수(易水), 서수(徐水)가 있었다. |
| 래수현 | 淶水縣 | 바오딩 시 라이수이 현              | 581년 신설될때는 범양현(范陽縣)이라 불렸다. 586년(수문제 개황 6년) 고안현으로 개명했다가 588년(수문제 개황 8년)폐지되었다. 590년(수문제 개황 10년) 영양현(永陽縣)이란 이름으로 복구되었다가 598년(수문제 개황 18년)지금의 이름으로 개명되었다. |
| 주현   | 逎縣   | 바오딩 시 라이수이 현 남           | 과거 범양에 자리잡았기에 민간에서는 소범양(小范陽)이라 불렸다가 개황초에 지금의 이름으로 명명되었다. |
| 수성현 | 遂城縣 | 바오딩 시 쉬수이 구 수성진(遂城鎭) | 581년 영주에 설치되었던 무수현(武遂縣)의 치소를 지금의 위치로 옮겼고 583년 수성현이 속했던 군을 폐지했다. 598년 지금의 이름으로 명명되 재설치되었다. 용산(龍山)이 현경내에 있었다.                                                             |
| 영락현 | 永樂縣 | 바오딩 시 만청구                   | 북주때 북평현(北平縣)에서 지금의 이름으로 개명되었다. 랑산(郎山)이 현경내에 있었다. |
| 비호현 | 飛狐縣 | 바오딩 시 라이위안현               | 북주때 광창현(廣昌縣)이란 이름으로 설치되었다. 인수초에 지금의 이름으로 개명되었다. 율산(栗山), 거마하(巨馬河)가 흐른다. |

## 당
621년(당 고조 무덕 4년), 두건덕을 토벌한 뒤 주현제를 실시하면서 수나라의 옛 상곡군이 역주(易州)로 바뀌었고 역현, 래수현, 영락현, 수성현, 내현의 5개현을 관할하게 되었다. 622년(당 고조 무덕 5년), 급현이 북의주(北義州)로 승격되었으나 627년(당 태종 정관 원년)에 북의주가 폐지되면서 다시 본주의 속현이 되었다. 735년(당 현종 개원 23년) 오회, 누정, 판성의 3개현이 신설되었고 742년(당 현종 천보 원년)에 군현제가 실시되면서 상곡군으로 바뀌었다. 하지만 758년(당 현종 건원 원년)에 주현제로 복귀되면서 다시 역주로 바뀌었다. 과거 5현 12,820호 63,457명을 거느렸으나 천보연간에 신설된 3개현을 포함해 8개현을 거느리고 인구또한 44,230호 258,779명으로 늘었다.
| 현명   | 한자   | 대략적 위치                                              | 비고 |
| ------ | ------ | -------------------------------------------------------- | --- |
| 역현   | 易縣   | 변화없음                                                 | |
| 곡성현 | 容城縣 | 바오딩 시 딩싱 현 서각장촌(西各庄村)일대                 | 내현(乃縣)으로 개명되어 622년 북의주로 분리되었고 유주에서 분리되었던 고안현과 귀의현을 속현으로 두었다. 627년 북의주가 폐지되면서 본주의 속현이 되었다. 699년(무주 성력 2년) 거란이 침공했을 때 주민들이 거란군을 격퇴하였으므로 전충현(全忠縣)으로 개명되었다. 742년 지금의 이름으로 개명되었다. |
| 수성현 | 遂城縣 | 변화없음                                                 | |
| 래수현 | 淶水縣 | 바오딩 시 라이수이 현                                    | |
| 만성현 | 滿城縣 | 바오딩 시 만청구                                         | 742년 영락현에서 지금의 이름으로 개명되었다. |
| 오회현 | 五回縣 | 바오딩 시 이 현 안격장(安格庄)저수지 북쪽 유파(劉坡)일대 | 735년 역주자사 노휘주(盧暉奏)가 역현에서 분리하면서 신설되었고 치소 바로근처에 있던 오회산(五回山)의 이름을 따 명명되었다. 736년(당 현종 개원 24년) 오공성(五公城)으로 옮겨졌다. |
| 누정현 | 樓亭縣 | 바오딩 시 이 현 서북 남성사향(南城司乡)일대              | 735년 신설되었다가 천보연간이후 폐지되었다. |
| 판성현 | 板城縣 | 바오딩 시 라이수이 현 서북 영서촌일대(岭西村)            | 735년 신설되었다가 천보연간이후 폐지되었다. |

## 군수·태수
- 반장(班長)
- 이광 (경제 시기)
- 학현(? ~ 기원전 121년)
- 장유(張孺)